# Ван ден Баухёйсен, Дидерик
Дидерик ван ден Баухёйсен (нидерл. Diederick van den Bouwhuijsen, род. 22 декабря 1984) — голландский спортсмен, гребец, бронзовый призёр чемпионата мира по академической гребле 2008 и 2009 года в лёгком весе.

## Биография
Дидерик ван ден Баухёйсен родился 22 декабря 1984 года в городе Тилбург, Северный Брабант. Профессиональную карьеру гребца начал с 2008 года. Тренировался на базе клуба «T.S.R. Vidar» в Тилбурге.
Первая медаль в активе ван ден Баухёйсен была добыта во время чемпионата мира по академической гребле 2008 года в австрийском городе Линц. В финальном заплыве восьмёрок с рулевым в лёгком весе голландские гребцы (Бемстербур, Колтхоф, Баухёйсен, де Грот, Брёйл, ван дер Слёйс, Тромп, де Бур, ден Дрейвер) заняли третье место (05:52.370), уступив первенство командам из Германии (05:51.690 — 2-е место) и США (05:50.290 — 1-е место).
Ещё одну бронзовую медаль ван ден Баухёйсен добыл во время чемпионата мира по академической гребле 2009 года в польском городе Познань. В финальном заплыве восьмёрок с рулевым в лёгком весе голландские гребцы заняли третье место (5:28.32), уступив первенство командам из Канады (5:27.15 — 2-е место) и Германии (5:24.13 — 1-е место).